# Dawid Wacznadze

Dawid Wacznadze (gruz. დავით ვაჩნაძე, ros. Давид Вачнадзе, ur. 4 sierpnia 1884 r. w Tyflisie, zm. 23 stycznia 1962 r. w Monachium) – gruziński działacz polityczny, emigracyjny działacz narodowy i publicysta
Pochodził z książęcego rodu. W okresie Demokratycznej Republiki Gruzji w latach 1918–1921 był posłem do parlamentu z ramienia Gruzińskiej Partii Narodowo-Demokratycznej. Po zajęciu Gruzji przez wojska bolszewickie na pocz. 1921 r., wyemigrował do Francji. Zaangażował się w działalność ruchu prometejskiego. W listopadzie 1924 r. w Stambule podpisał jako przedstawiciel emigracji gruzińskiej akt ustanawiający Kaukaski Komitet Wyzwoleńczy. W 1933 r. stanął na czele Armeńsko-Gruzińskiej Unii. W latach 30. w Paryżu był członkiem Kółka Badań Kaukazu. Występował z wykładami i odczytami dotyczącymi spraw kaukaskich. Był też autorem licznych artykułów w prasie emigracyjnej. Wiosną 1942 r. wraz z kilkoma innymi Gruzinami i przedstawicielami kaukaskich narodów uczestniczył w konferencji w hotelu "Adlon" w Berlinie. Po zakończeniu II wojny światowej zamieszkał w zachodnich Niemczech.